# Фіснік Асллані
Фіснік Асллані (нім. Fisnik Asllani, нар. 8 серпня 2002, Берлін, Німеччина) — косовський футболіст, нападник німецького клубу «Гоффенгайм 1899» та національної збірної Косова.

## Ігрова кар'єра

### Клубна
Фіснік Асллані народився в Берлін і в родині переселенців з Косова. Футболом почав займатися в академії столичних клубів «Динамо» та «Уніон».
Але перший професійний контракт футболіст підписав з клубом «Гоффенгайм 1899» влітку 2020 року. Угода була розрахована на чотири роки. Перший сезон в команді Асллані провів, граючи за дублюючий склад «Гоффенгайм 1899 ІІ» в Регіональній лізі. Першу гру в основі команди Асллані провів 20 листопада 2021 року, коли вийшов на заміну у матчі чемпіонату країни проти «РБ Лейпциг».
Сезон 2023/24 футболіст провів в оренді у віденській «Аустрії». Влітку 2024 року Асллані повернувся до «Гоффенгайму» і знову був відправлений в річну в оренду до клубу Другої Бундесліги «Ельферсберг».

### Збірна
У 2019 році Фіснік Асллані провів кілька матчів в складі юнацької збірної Косова (U-17).
Після того, з 2019 по 2023 роки футболіст грав за юнацькі збірні Німеччини (U-18) та (U-20).
24 грудня 2023 року Федерація футболу Косова під час заходу «Лауреати 2023» представила Асллані як гравця національної збірної Косова. 6 вересня 2024 року у матчі Ліги націй проти команди Румунії Фіснік Асллані дебютував у складі збірної Косова.